# Tsukasa Umesaki
Tsukasa Umesaki (梅崎 司, Umesaki Tsukasa, Isahaya, 23 februari 1987) is een Japans voetballer die als middenvelder speelt.

## Carrière
Tsukasa Umesaki speelde tussen 2005 en 2007 voor Oita Trinita en Grenoble. Hij tekende in 2008 bij Urawa Red Diamonds.

## Japans voetbalelftal
Tsukasa Umesaki debuteerde in 2006 in het Japans nationaal elftal en speelde 1 interland.

## Statistieken
| Japans voetbalelftal | Japans voetbalelftal | Japans voetbalelftal |
| Jaar                 | Wed.                 | Dlp.                 |
| -------------------- | -------------------- | -------------------- |
| 2006                 | 1                    | 0                    |
| Totaal               | 1                    | 0                    |